# Curculionichthys luteofrenatus
Curculionichthys luteofrenatus é uma espécie de bagre da família dos cascudos. É nativa do Brasil, onde ocorre nas cabeceiras da bacia do Tapajós. Ocorre em áreas planas e rasas com substrato arenoso e baixa correnteza. A espécie atinge 3,1 cm de comprimento.